# Pueblo de Los Ángeles

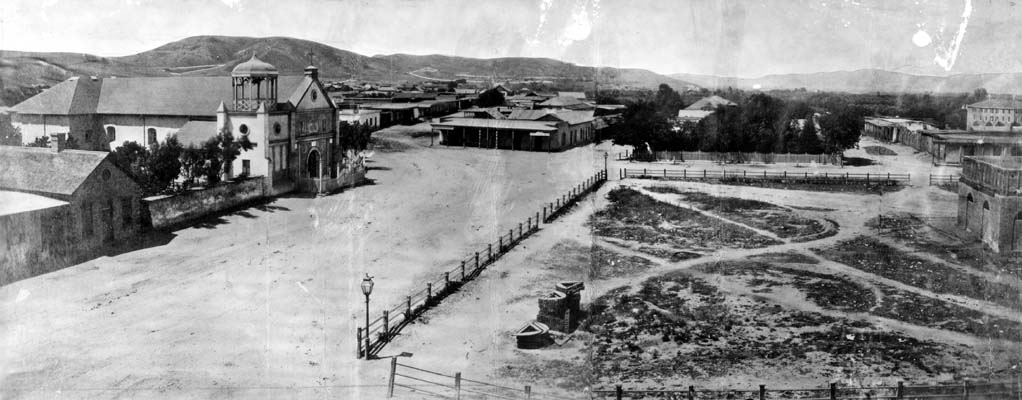
La Plaza, vista desde la Casa Pico, c. 1869. La iglesia está a la izquierda, el depósito de agua de ladrillos está a la derecha en el centro de la plaza; este último fue el término original de la Zanja Madre.

El pueblo de Nuestra Señora la Reina de los Ángeles del Río de Porciúncula, (abreviado como pueblo de Nuestra Señora la Reina de los Ángeles de Porciúncula, pueblo de Nuestra Señora la Reina de los Ángeles, pueblo de la Reina de los Ángeles o simplemente pueblo de los Ángeles) fue un pueblo fundado el 4 de septiembre de 1781 por españoles, que en el siglo XX se convirtió en la metrópoli estadounidense de Los Ángeles. 
Los asentamientos oficiales en Alta California eran de tres tipos: presidios (militar), misiones (religiosa) y pueblos (civil). El Pueblo de los Ángeles fue el segundo pueblo creado durante la colonización española de California (el primero fue el pueblo de San José de Guadalupe, en 1777, hoy San José). El Pueblo de la Reina de los Ángeles fue fundado doce años después del primer presidio y misión, el presidio Real de San Diego y la misión San Diego de Alcalá (1769). El asentamiento original consistió en cuarenta y cuatro personas divididas en once familias, reclutadas principalmente del Estado de Occidente. Mientras llegaron nuevos colonos y los soldados se iban retirando a la vida civil en Los Ángeles, la población se convirtió en el centro urbano principal del sur de Alta California, cuya vida social y económica giraba en torno a la cría de ganado en los amplios ranchos.

## Establecimiento
En 1542, Juan Rodríguez Cabrillo, con una comisión del virrey Antonio de Mendoza, fue el primer europeo en navegar y explorar la costa de California. Quedando bajo soberanía del virreinato de Nueva España del Imperio español, no se hicieron esfuerzos de colonización durante más de doscientos años. Preocupada por los esfuerzos expansionistas de rusos y franceses, España puso en marcha planes en la década de 1760 para dispersar cualquier intento de ocupación y vertebrar el territorio. 
El asentamiento español no llegó a Alta California hasta 1769, cuando José de Gálvez y Gallardo mandó organizar la expedición de Gaspar de Portolá. Éste llegó al área de San Diego a desde Loreto (provincia de Baja California, actual México). Lo acompañaban dos padres franciscanos, Junípero Serra y Juan Crespí, quienes dejaron registro de la expedición. Cuando atravesaron el área de lo que hoy es el Parque Elysian, fueron sorprendidos por un río que fluía desde el noroeste, más allá de su punto y hacia el sur. Crespí lo nombró El Río de Nuestra Señora la Reina de los Ángeles de Porciúncula. El nombre deriva de Santa Maria degli Angeli (en italiano: "Santa María de los Ángeles"), que es el nombre de la pequeña ciudad en Italia que alberga la Porciúncula, la iglesia donde San Francisco de Asís, fundador de la orden franciscana, llevó a cabo su vida religiosa. El río que se llamaba Porciúncula hoy es el Río de Los Ángeles. Debido a que el nombre de la futura ciudad era una versión de este título mariano de "Reina del Cielo", se usarían varias versiones de la fórmula de Crespí para la ciudad, incluido el extremadamente largo El Pueblo de Nuestra Señora, la Reina de los Ángeles sobre el Río Porciúncula.
Durante la expedición, el padre Crespí observó un lugar a lo largo del río que sería bueno para un asentamiento o misión. Sin embargo, en 1771, el Padre Serra comisionó a dos misioneros para establecer la Misión San Gabriel Arcángel cerca del actual lugar de Whittier Narrows del río San Gabriel. Los misioneros encontraron resistencia del pueblo Tongva a sus intentos de reasentar a los nativos a la misión. La misión encontró más problemas en 1776 cuando una inundación dañó la misión, convenciendo a los misioneros de moverse y reconstruir la misión en un lugar más alto y más defendible: su sitio actual en San Gabriel. El primer gobernador español de Las Californias, Felipe de Neve, había, además, recomendado al virrey Bucareli la ubicación del Padre Crespí en el río Porciúncula (Río Los Ángeles) para una misión. En cambio, en 1781, el rey Carlos III ordenó que se construyera un pueblo en el sitio, que sería la segunda ciudad en Alta California, después de San José de Guadalupe en 1777. El monarca, sin tener en cuenta los roles de producción y comercio de las misiones, vio una mayor necesidad de que los pueblos seculares se establecieran como centros de agricultura y comercio para abastecer la creciente presencia militar de la corona en "Nueva California". Los sacerdotes en las misiones ignoraron el mandato real y continuaron su ganadería, comercio y producción de sebo, jabón, pieles y carne de res, a menudo en competencia con nuevas empresas del pueblo. 

### Asentamiento
El gobernador De Neve tomó en serio su asignación y tenía un conjunto completo de mapas y planos elaborados para mayo de 1780 para el diseño y asentamiento del nuevo pueblo, incluida la colocación de casas de gobierno, casas de la ciudad, la iglesia, los campos, las granjas, y acceso al río: la Instrucción y el Reglamento para el gobierno de la Provincia de California. Pero reunir a los pobladores fue un poco más difícil. Después de no poder reclutar el número objetivo de familias en Sonora, tuvo que ir hasta Sinaloa para finalmente terminar con 11 familias, es decir, 11 hombres, 11 mujeres y 22 niños de varias castas hispanoamericanas: criollos, mulatos y negros.

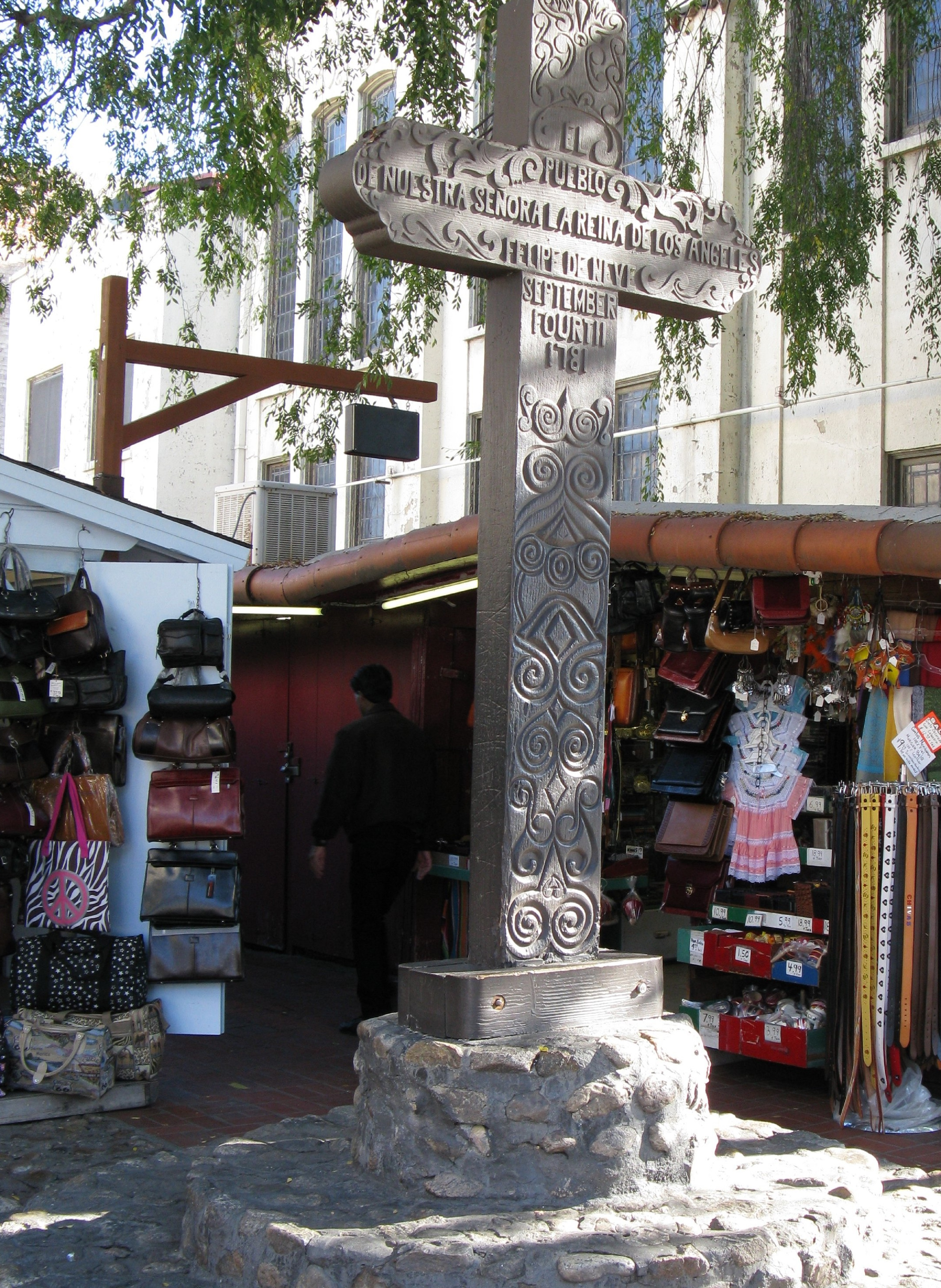
Monumento conmemorativo del origen del Pueblo de Los Ángeles.

Según la tradición local, el 4 de septiembre de 1781, los 44 pobladores se reunieron en la Misión de San Gabriel y, escoltados por un destacamento militar y dos sacerdotes de la Misión, se dirigieron al sitio que Crespí había elegido. En realidad, varias de las familias probablemente ya estaban trabajando en sus terrenos a principios de julio. El gobernador De Neve le dio a la nueva ciudad el nombre de El Pueblo de la Reina de los Ángeles. Según las Leyes de las Indias y el Reglamento, las nuevas ciudades de Alta California debían tener cuatro leguas cuadradas de tierra; una distancia marcada por una liga en cada dirección cardinal desde el centro de la ciudad. Las calles, sin embargo, fueron distribuidas a cuarenta y cinco grados de las direcciones cardinales, un plan que aún se conserva en el centro de Los Ángeles. Los límites de la ciudad vieja todavía están marcados por las calles Hoover e Indiana en el oeste y el este, respectivamente. En 1784 se estableció una asistencia o sub-misión de la Misión de San Gabriel en la plaza central, para proporcionar servicios religiosos a los colonos. 

### Gobierno

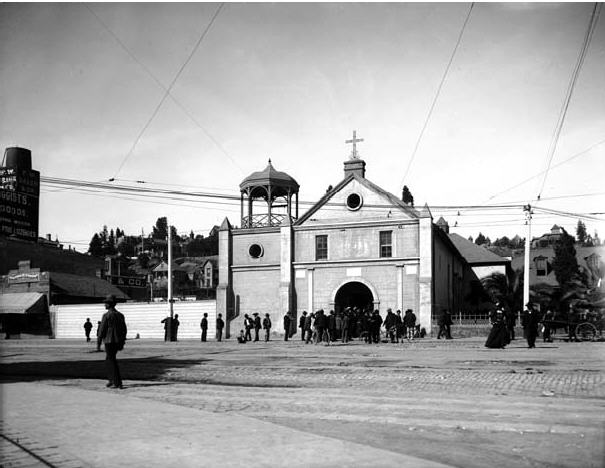
Personas se reúnen en la Plaza original frente a la Iglesia, circa 1890-1900.

El pueblo quedó bajo la jurisdicción de la Comandancia General de las Provincias Internas en el Virreinato de Nueva España. Como pueblo, a Los Ángeles se le otorgó un cabildo. Los primeros oficiales municipales, los regidores y el alcalde, fueron nombrados por el gobernador De Neve. Los posteriores fueron elegidos anualmente por los colonos, los vecinos pobladores. Dado que el gobierno de Las Californias tenía una fuerte orientación militar en esta fase temprana de colonización, el cabildo civil fue supervisado originalmente por un comisionado designado por el comandante del Presidio de Santa Bárbara, quien se encargó de asegurarse de que el alcalde y los regidores cumplieran sus deberes correctamente. El primer comisionado fue José Vicente Feliz, uno de los soldados que acompañó a los 44 colonos originales al pueblo. El primer alcalde registrado fue José Vanegas, quien sirvió en 1786 y 1796. Vanegas se incluyó primero como indio en el padrón original de 1781, pero luego como mestizo en el censo de 1790. Los próximos alcaldes reflejaron la población mixta del pequeño asentamiento: José Sinova, un criollo (1789); Mariano de la Luz Verdugo, un criollo (1790); y Juan Francisco Reyes, un mulato (1793). Entre los primeros regidores estaban Felipe Santiago García (un criollo) y Manuel Camero (un mulato en el padrón de 1781 y un mestizo en el censo de 1790). En asuntos judiciales, los casos militares y civiles fueron apelados ante la Audiencia de Guadalajara.

### La Iglesia de Nuestra Señora la Reina de los Ángeles
El 18 de agosto de 1814, el padre Luis Gíl y Taboada colocó la piedra angular de una nueva iglesia franciscana en medio de las ruinas de la iglesia original. La estructura completa fue dedicada el 8 de diciembre de 1822. Una capilla de reemplazo, llamada La Iglesia de Nuestra Señora de los Ángeles, fue reconstruida utilizando materiales de la iglesia original en 1861. El término Reina  se añadió más tarde para conciliar el nombre de la iglesia con el del pueblo. La pequeña capilla, también llamada "La Placita" y la "Plaza Church", sirvió a toda la comunidad católica e inmigrante de California como la única iglesia en las cercanías de la ciudad de Los Ángeles hasta la construcción en 1876 de la Catedral de Santa Vibiana. La Catedral de Santa Vibiana se convirtió en la parroquia de habla inglesa y "La Placita" se convirtió en la parroquia de habla hispana. "La Iglesia de la Plaza" sigue en pie hoy, exhibiendo los estilos arquitectónicos colonial español y gótico carpintero. 
La parroquia de Los Ángeles estuvo bajo la Diócesis de Sonora hasta 1840, cuando se estableció una nueva Diócesis de las Dos Californias para servir a la Península de Baja California y Alta California. Tanto las diócesis de Sonora como las Dos Californias fueron sufragáneas de la Arquidiócesis de México.

## Época de la independencia mexicana
Después de la Guerra de Independencia de México (1810-1821) de España, la vida comenzó a cambiar en Los Ángeles y Alta California. Con la secularización de las misiones, sus tierras se distribuyeron para el establecimiento de muchos más ranchos. La población nativa fue desplazada o absorbida por la población hispana. 
A partir de 1827, Los Ángeles, ya el pueblo más grande del territorio, se convirtió en un rival de Monterrey por el honor de ser la capital de California; fue la sede de las conspiraciones para derrocar a la autoridad mexicana y la fortaleza del partido del sur de California en las disputas y luchas que duraron hasta la ocupación estadounidense. 
Alrededor de 1834, Richard Henry Dana, Jr. visitó el puerto de San Pedro como marinero. Su libro, Two Years Before the Mast, incluye una breve descripción del pueblo y el área, que entonces dependía de la exportación de pieles de ganado y sebo. En 1835 se convirtió en una ciudad por el Congreso mexicano, y se declaró como capital, pero la última disposición no se hizo cumplir y pronto fue revocada. Entre 1836-1838, fue la sede de Carlos Antonio Carrillo, un gobernador legalmente nombrado pero nunca de facto de California, cuya jurisdicción nunca fue reconocida en el norte; y, entre 1845-1847, fue la capital actual. 
En 1842, un ganadero de ovejas, deteniéndose debajo de un roble, descubrió oro en Placerita Canyon en el Rancho San Francisco, justo al norte de la ciudad, lo que provocó una pequeña fiebre del oro. En las décadas posteriores, la minería local empleó técnicas de roca dura y de placer . Sin embargo, la tierra resultó ser el "oro más rentable", a medida que la ganadería y el desarrollo se expandieron a medida que la ciudad y la región crecieron. 

### Guerra mexicano-estadounidense
La doctrina estadounidense de El Destino Manifiesto llegó a California con la Intervención estadounidense en México (1846-1848). El 18 de junio de 1846, un pequeño grupo de yanquis levantó la bandera del oso de California y declaró su independencia de México en la revuelta de la bandera del oso en el norte de California. Las tropas de los Estados Unidos tomaron el control de los presidios en Monterrey y San Francisco, y proclamaron que la "conquista" invasora se había completado. En el sur de California, los ciudadanos mexicanos repelieron a las tropas estadounidenses durante cinco meses, utilizando aproximadamente 160 vaqueros contra unas 700 fuerzas estadounidenses. 
Los Ángeles inicialmente se rindió a la invasión sorpresa de las fuerzas de los Estados Unidos. Las pequeñas fuerzas mexicanas de Los Ángeles huyeron al acercarse las tropas estadounidenses, y el 13 de agosto de 1846 se levantó la bandera estadounidense sobre la ciudad. Una guarnición de cincuenta marines estadounidenses bajo el mando de Archibald Gillespie quedó en control. La población de la ciudad había sido rota por disputas entre facciones cuando estalló la guerra entre México y Estados Unidos, pero la ocupación hizo que ambas facciones se unieran contra los invasores estadounidenses. La guarnición de Gillespie se vio obligada a retirarse en octubre cuando los residentes, Lanceros Californios, vaqueros a caballo sin armas de fuego, solo lanzas, se rebelaron y persiguieron a la fuerza de ocupación estadounidense hasta el puerto de San Pedro. Los Ángeles no se retomó hasta que el comodoro Stockton volvió a capturar la ciudad el 10 de enero de 1847, después de las batallas en el asedio de Los Ángeles, la batalla del Rancho Domínguez, la batalla de San Pasqual, la batalla del Río San Gabriel y la batalla de La Mesa. Estos enfrentamientos, en las que los Californios fueron superados en números y en armas, representaron la importante resistencia abierta al establecimiento del régimen estadounidense en la cuenca de Los Ángeles. El teniente coronel Frémont y el gobernador de Alta California Andrés Pico firmaron el Tratado de Cahuenga, un acuerdo informal para dejar de luchar en California en el Campo de Cahuenga en el Valle de San Fernando en enero de 1847. Bajo el posterior Tratado de Guadalupe Hidalgo de 1848, México cedió formalmente casi la mitad del territorio total de su nación, incluida Alta California, a los Estados Unidos.

## Parque estatal moderno

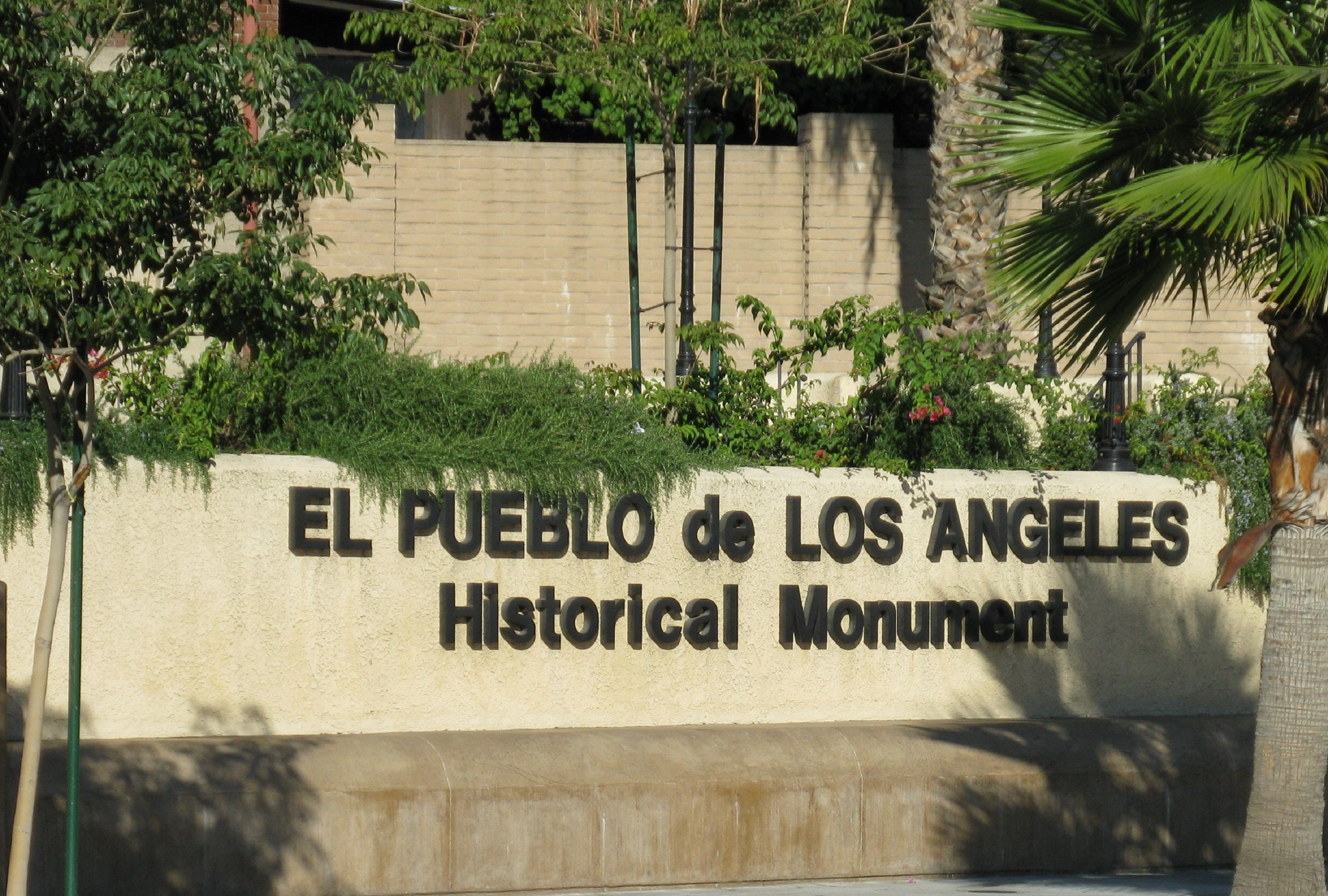
Marcador de monumento histórico

Christine Sterling comenzó una campaña de restauración del área histórica en 1920, empezando con la Calle Olvera. Hoy, el contorno original del Pueblo está preservado por el Monumento Histórico El Pueblo de Los Ángeles. Entre sus edificios salvados y restaurados se encuentra la residencia en pie más antigua de la ciudad de Los Ángeles, el Adobe de Ávila, de 1818, construido por Francisco Ávila, propietario del Rancho Las Ciénagas, y una exitosa empresa ganadera. Al otro lado de la Calle Olvera se encuentra la Casa de Eloísa Martínez de Sepúlveda, de 1887, que ahora es el Centro de Visitantes del Distrito Histórico Plaza de Los Ángeles. La construcción en 1939 del importante centro de tránsito y punto de referencia arquitectónico, Union Station de Los Ángeles al este de la antigua Plaza, se sumó a la revitalización del área del Pueblo. 
De interés arqueológico es el descubrimiento de las secciones originales de ladrillo revestido de la Zanja Madre, un canal y acueducto "superficial y subterráneo" que abastecía de agua, traída del Río Porciúncula, cerca de la confluencia del Arroyo Seco, al pueblo colonial y más tarde a la ciudad estadounidense en el siglo XIX.